# توبیاس شواینشتایگر
توبیاس شواینشتایگر (آلمانی: Tobias Schweinsteiger؛ زادهٔ ۱۲ مارس ۱۹۸۲) بازیکن بازنشسته و سرمربی فوتبال اهل آلمان است که در حال حاضر هدایت باشگاه فوتبال اسنابروک در بوندس‌لیگا ۲ را برعهده دارد. وی برادر بزرگ‌تر باستیان شواینشتایگر بازیکن سابق تیم ملی آلمان است.
وی که بیشتر به عنوان هافبک یا مهاجم بازی می‌کرد سابقهٔ بازی برای باشگاه‌های بایرن مونیخ ۲، یان رگنسبورگ و آینتراخت برانشوایگ را در کارنامه دارد.